# DPOF
DPOF (Digital Print Order format) は、デジタルカメラ利用者がメモリーカード内の画像のうちどれをプリントするかといった情報を指定できるようにしたフォーマットである。同時に、コピー数、用紙サイズ、タイトル、その他の情報も画像毎に対応付けることができる。
DPOF は一般にメモリーカード内の特別なディレクトリにテキストファイル群として格納されている。デジタルカメラのメニューモードを使ってこの内容を操作できる。メモリーカードをDPE店に持ち込んだり、DPOF互換プリンターに挿入したときDPOFの情報が利用される。
DPOF はカメラおよびプリンター製造企業のコンソシアムによって開発された（キヤノン、コダック、富士フイルム、パナソニック）。最初のバージョンは1999年にリリースされ、2000年7月にバージョン 1.10 がリリースされた。最新版では、「マルチイメージプリント機能」、「サイズ指定プリント」、「画像送信」、「自動再生」といった機能が追加されている。